# AGM-65 Maverick
El AGM-65 Maverick es un misil aire-superficie táctico concebido para el apoyo aéreo cercano. Es eficaz en un vasto abanico de blancos tácticos, incluyendo blindados, defensas aéreas, navíos, transporte terrestre y construcciones de almacenamiento de combustible.
El AGM-65F utiliza una guía por TV en dos tipos principales: visión normal o visión infrarroja, y pesa entre 206 y 302 kg, dependiendo de la ojiva. Es usado por la Armada de los Estados Unidos, guiado por un sistema optimizado para rastreo de navíos y con una ojiva penetrante mayor de 57 kg, utilizado por el Cuerpo de Marines y la respectiva Fuerza Aérea. El AGM-65 tiene dos tipos de ojiva: una de encendido por contacto, en la nariz, y otra de alto calibre, que penetra el blanco utilizando su energía cinética. Esta última se revela más eficaz contra grandes blancos. El sistema de propulsión para ambos tipos es un cohete de combustible sólido localizado en la parte trasera de la ojiva.
Estos misiles fueron utilizados con F-16 Fighting Falcon y A-10 Thunderbolt II durante la Guerra del Golfo en 1991, para atacar blancos blindados. Los Maverick participaron en una gran parte de la destrucción de las fuerzas iraquíes.
Existen también lanzamisiles LAU-117 Maverick, utilizados por la Marina y Fuerza Aérea de los Estados Unidos: A-4 Skyhawk, A-6 Intruder, A-7 Corsair II, AH-1W, AV-8 Harrier II, A-10 Thunderbolt II, F-4 Phantom II, F-5 Freedom Fighter, F-15 Eagle, F-16 Fighting Falcon, F/A-18 Hornet, F-22 Raptor, F-35, F-111 Aardvark, P-3 Orion y SH-2G; la Fuerza Aérea de Reino Unido también los utiliza en el Harrier GR-7 y Panavia Tornado. Otras fuerzas aéreas utilizan en otros aviones, como Kfir C-10, Kfir 2000, Saab AJ-37 Viggen y Saab 39 Gripen

## Desarrollo
El desarrollo del misil Maverick comenzó en 1965, cuando la fuerza aérea de los Estados Unidos(USAF) comenzó un programa de reemplazo del AGM-12 Bullpup. Con un alcance de 16.3 km, el misil Bullpup fue introducido en 1959, considerado como una “bala plateada” por sus operadores. Sin embargo, se necesitaba que el avión lanzador volase directamente hacia el objetivo durante el vuelo del misil en vez de iniciar una maniobra evasiva, poniendo en riesgo a la tripulación. Incluso aunque hiciera blanco, la pequeña ojiva de 250 libras solo era útil contra pequeños blancos como búnkeres, ya que cuando se utilizaba contra grandes blancos el misil no conseguía hacer otra cosa que carbonizarse sobre la estructura sin destruirla, caso por ejemplo del puente Thanh Hóa durante la guerra de Vietnam. La USAF comenzó una serie de investigaciones de cara a sustituir el Bullpup, tanto en sus modelos C como D, y todas las demás adaptaciones de Bullup, añadiendo asimismo capacidad de disparar y olvidarse (en inglés “fire and forget”).
De 1966 a 1968, la compañía Hughes y Rockwell compitieron para lograr el contrato de construcción de un nuevo misil “fire and forget” con mayor alcance que cualquier versión del Bullpup. A cada empresa se le dieron 3 millones de dólares para realizar el diseño preliminar y el trabajo de ingeniería del misil Maverick. En 1968, Hughes se alzó como ganador del contrato de 95 millones de dólares con el objeto de desarrollar y testear el misil; entre los términos del contrato se especificaba la construcción de 17.000 misiles. Hughes llevó a cabo un desarrollo lento y gradual del misil Maverick, realizando la prueba de lanzamiento no guiado desde un Phantom F-4 el 18 de septiembre de 1969. El primer lanzamiento guiado fue el 18 de diciembre, consiguiendo un blanco exitoso sobre un tanque M41 en el centro Holloman de Nuevo México.
En julio de 1971, la USAF y Hughes firmaron un contrato de 69.9 millones de dólares por 2000 misiles, debiéndose entregar los primeros en 1972. Si bien los primeros resultados operativos era favorables, expertos militares concluyeron que el Maverick sería menos exitoso en las condiciones meteorológicas existentes en Europa central, donde habría de ser utilizado contra las fuerzas del pacto de Varsovia. Por ello, se comenzó a desarrollar el AGM-65B en 1975 y se entregaron a finales de esa década. Cuando se terminó de producir el AGM-65A/B se habían fabricado unos 35000 misiles.
Los años siguientes se construyeron nuevas versiones del Maverick, siendo las siguientes aquellas con guiado por láser, las versiones C y D. El desarrollo del AGM-65C comenzó en 1978 en Rockwell, que construyó una serie experimental de misiles para la USAF. Debido a los costos, la versión no se entregó a la USAF, entrando en servicio con los marines estadounidenses, designándose como AGM-65E.
Otra mejora importante la constituyó el AGM-65D, que utilizaba un buscador de imagen infrarroja. Al utilizar el espectro infrarrojo, el buscador puede funcionar en condiciones todo-tiempo, esto es en cualquier condición meteorológica imaginable así como mejorar su capacidad de adquisición y rastreo de motores calientes, bien sean tanques o camiones, los cuales al final constituían buena parte de sus blancos. La cabeza buscadora escaneaba el escenario, realizando este escaneo mecánicamente sobre pixeles en grupos de 4 por 4, disponiendo para ello de una serie de facetas maquinadas en la superficie de un giróscopo con forma de anillo, siendo el conjunto refrigerado por nitrógeno.El periodo de desarrollo del AGM-65D comenzó en 1977 y terminó con la primera entrega en 1983 a la USAF. La versión tuvo capacidad operativa en febrero de 1986.
El AGM-65F es una versión híbrida que combina la capacidad del buscador infrarrojo del AGM-65D con los elementos de propulsión del AGM-65E. Ha entrado en servicio con la marina de los Estados Unidos y está optimizado para ataques navales. El primer lanzamiento del AGM-65F se realizó desde un P-3C en 1989, y en 1994 la US Navy concedió a la empresa Unisys un contrato para integrar esta versión con el P-3C. Mientras, Hughes produjo el AGM-65G, cuyo sistema de guiado es el mismo que el del D, con modificaciones de software, rastreando objetivos de mayor tamaño y con una ojiva conformada.
A mediados de los 90 y primeros 2000, hubo varios intentos de mejorar la capacidad del Maverick. Entre ellos la incorporación del bloqueo de radar por onda milimétrica, que puede determinar la forma exacta del blanco. Otro estudios, conocido como proyecto longhorn, llevado a cabo por Hughes y seguido por Raytheon después de la absorción de Hughes por Raytheon, buscaba un Maverick equipado con motores turbojet, en vez de cohetes. El Maverick ER, como fue llamado, tendría un alcance mayor comparado con el alcance habitual que rondaba los 25 kilómetros. Sin embargo se abandonó este proyecto, aunque de haber entrado en producción el Maverick ER habría reemplazado al AGM-119B Penguin llevado en el MH-60R.
|                                         |
|                                         |
| Un AGM-65 lanzado contra un tanque M-48 |

Las versiones más modernas del Maverick son los AGM-65H/K, que entraron en producción en 2007. El AGM-65H fue desarrollado añadiendo al AGM-65B un sensor CCD optimizado para operaciones en el desierto que tiene 3 veces el alcance del sensor original. Un programa paralelo de la US Navy se centró en reconstruir los AGM-65F con nuevos sensores CCD, siendo esta versión la AGM-65J. El último en llegar, el AGM-65K, supone el reemplazo del AGM-65D. Cambia el sistema de guiado infrarrojo por un sistema de guiado electroóptico.

## Diseño

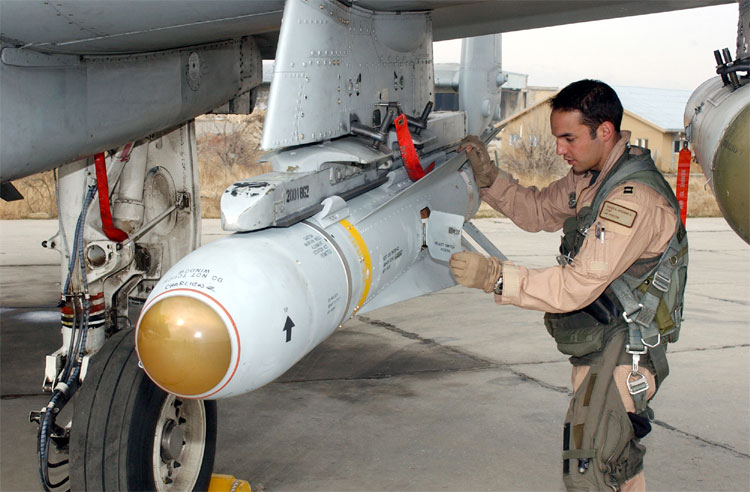
Un misil AGM-65 Maverick montado en un F-18 Hornet

El diseño del Maverick es modular, permitiendo combinaciones de los sistemas de guiado y ojiva. Produce en cada caso un misil diferente. Tiene unas alas con forma de delta y un cuerpo cilíndrico, una reminiscencia del AIM-4 Falcon y el AIM-54 Phoenix.
Los diferentes modelos del AGM-65 han utilizado sistemas electroópticos, láser e infrarrojo para el guiado. El AGM-65 tiene dos tipos de ojiva: el primero con una espoleta de contacto en la nariz del misil y otra con una ojiva pesada que lleva incorporado una espoleta de acción retardada, que penetra en el objetivo gracias a la energía cinética antes de detonar. Este último es más efectivo contra grandes objetivos. El sistema propulsor utiliza en ambos casos un propulsor de combustible sólido, montado tras la ojiva.
El misil Maverick es incapaz de bloquear objetivos por sí mismo, teniendo que proporcionarle los datos el oficial de armamento, tras lo que el misil sigue su curso hacia el objetivo de forma autónoma, constituyendo de esta manera un sistema fire and forget, dispara y olvídate. En el A-10 Thunderbolt IIs, la entrada de vídeo procedente de la cabeza buscadora se muestra en la pantalla de cabina, pudiendo así el piloto comprobar que objetivo tiene bloqueado antes de disparar.
Una cruz en el HUD (display frontal del casco del piloto) se utiliza para seleccionar el blanco, bloqueándose entonces el misil en el mismo. Una vez se lanza el misil no hay necesidad de realizar nada más desde el vehículo lanzador, y el misil sigue su curso hasta el blanco. La versión E del misil utiliza un bloqueo semiactivo por láser. No dispone de la capacidad "fire and forget".

## Variantes
|                  | AGM-65A/B                                       | AGM-65D                                                                | AGM-65E                                                                | AGM-65F/G                                                              | AGM-65H                                                                | AGM-65J                                                                | AGM-65K                                                                |
| Longitud         | 8,2 pies (2,5 m)                                | 8,2 pies (2,5 m)                                                       | 8,2 pies (2,5 m)                                                       | 8,2 pies (2,5 m)                                                       | 8,2 pies (2,5 m)                                                       | 8,2 pies (2,5 m)                                                       | 8,2 pies (2,5 m)                                                       |
| Envergadura alar | 28,3 plg (71,9 cm)                              | 28,3 plg (71,9 cm)                                                     | 28,3 plg (71,9 cm)                                                     | 28,3 plg (71,9 cm)                                                     | 28,3 plg (71,9 cm)                                                     | 28,3 plg (71,9 cm)                                                     | 28,3 plg (71,9 cm)                                                     |
| Diametro         | 12 plg (30,5 cm)                                | 12 plg (30,5 cm)                                                       | 12 plg (30,5 cm)                                                       | 12 plg (30,5 cm)                                                       | 12 plg (30,5 cm)                                                       | 12 plg (30,5 cm)                                                       | 12 plg (30,5 cm)                                                       |
| Peso             | 210 kg                                          | 220 kg                                                                 | 293 kg                                                                 | 306 kg                                                                 | 210 o 211 kg                                                           | 297 kg                                                                 | 306 kg                                                                 |
| velocidad        | 620 nudos o 1150 km/h                           | 620 nudos o 1150 km/h                                                  | 620 nudos o 1150 km/h                                                  | 620 nudos o 1150 km/h                                                  | 620 nudos o 1150 km/h                                                  | 620 nudos o 1150 km/h                                                  | 620 nudos o 1150 km/h                                                  |
| Alcance          | Superior a 22 kilómetros o 12 millas náuticas   | Superior a 22 kilómetros o 12 millas náuticas                          | Superior a 22 kilómetros o 12 millas náuticas                          | Superior a 22 kilómetros o 12 millas náuticas                          | Superior a 22 kilómetros o 12 millas náuticas                          | Superior a 22 kilómetros o 12 millas náuticas                          | Superior a 22 kilómetros o 12 millas náuticas                          |
| Guiado           | Electro óptico TV                               | Infrarrojo                                                             | Láser                                                                  | Infrarrojo                                                             | sensor CCD                                                             | sensor CCD                                                             | sensor CCD                                                             |
| Propulsión       | cohete de combustible sólido Thiokol SR109-TC-1 | cohete de combustible sólido Thiokol SR114-TC-1 (o Aerojet SR115-AJ-1) | cohete de combustible sólido Thiokol SR114-TC-1 (o Aerojet SR115-AJ-1) | cohete de combustible sólido Thiokol SR114-TC-1 (o Aerojet SR115-AJ-1) | cohete de combustible sólido Thiokol SR114-TC-1 (o Aerojet SR115-AJ-1) | cohete de combustible sólido Thiokol SR114-TC-1 (o Aerojet SR115-AJ-1) | cohete de combustible sólido Thiokol SR114-TC-1 (o Aerojet SR115-AJ-1) |
| OJIVA            | 57 kg (126 lb) WDU-20/B conformada              | 57 kg (126 lb) WDU-20/B conformada                                     | 136 kg (300 lb) WDU-24/B penetrante fragmentadora                      | 136 kg (300 lb) WDU-24/B penetrante fragmentadora                      | 57 kg (126 lb) WDU-20/B conformada                                     | 136 kg (300 lb) WDU-24/B WDU-24/B penetrante fragmentadora             | 136 kg (300 lb) WDU-24/B WDU-24/B penetrante fragmentadora             |

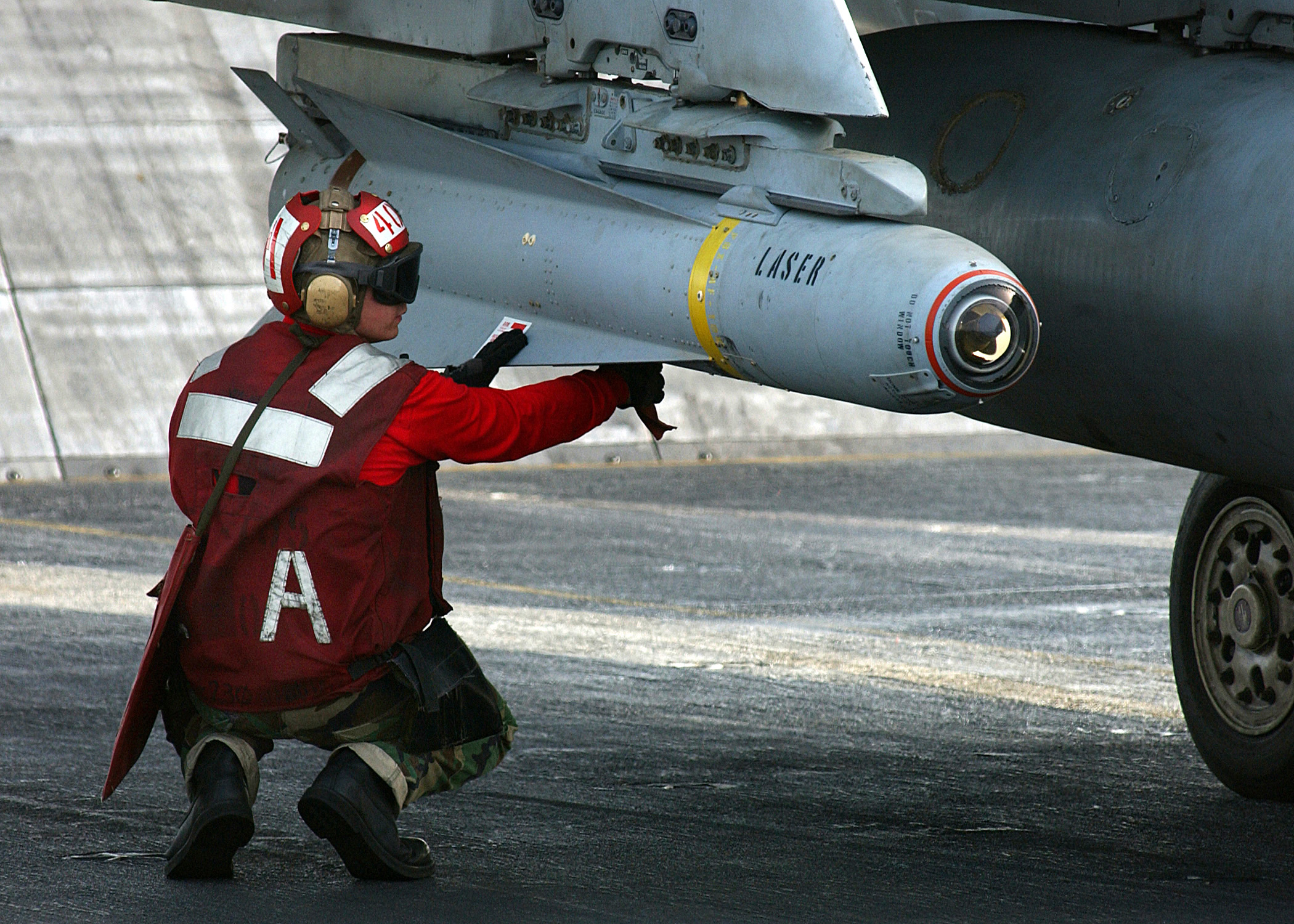
AGM 65 Maverick montado en un F/A-18C en 2004

- Maverick A es el modelo básico que utiliza un sistema de guía electroóptico.
- Maverick B es similar al A. Utiliza un sistema de zum que permite bloquear objetivos más pequeños
- Maverick C variante planeada para entrar en uso en el USMC, marines de los Estados Unidos, desechada finalmente.
- Maverick D esta variante reemplazaba el guiado electroóptico por un sistema de infrarrojo que aumentaba la distancia de disparo y permitía su uso nocturno y con mal tiempo. Entró en servicio en 1983.
- Maverick E utiliza un designador láser, lo que lo hace apto para su uso con instalaciones fortificadas, y una ojiva de fragmentación pesada. (140 kilogramos vs 45 en modelos antiguos). Entró en servicio en 1985.
- Maverick F, diseñado para la US navy, utiliza un sistema de guiado infrarrojo optimizado para el seguimiento de buques. Está montado en el chasis de un maverick E.
- Maverick G modelo con un sistema de guiado similar al D con modificaciones en el software que permiten rastrear objetivos más grandes. La mayor diferencia en este caso es su ojiva con mayor capacidad penetradora, tomada del modelo E, comparada con las cabezas montadas en los modelos D conformadas.
- Maverick H modelo que supuso una mejora del Maverick B/D al agregar un sensor CCD al buscador, más apto para el entorno desértico.
- Maverick J básicamente el modelo AGM-65F al que se incorporó un sensor CCD.
- Maverick K es un AGM-65G con un buscador CCD. Se supone que se han llevado unos 2500 misiles AGM-65G al estándar K.[2]
- Maverick E2/L modelo con un sistema láser de guiado que permite la designación por el avión lanzador, otro avión o bien una fuente en tierra y puede ser utilizada contra enemigos pequeños y que se muevan a alta velocidad.[9][10]

## Despliegue

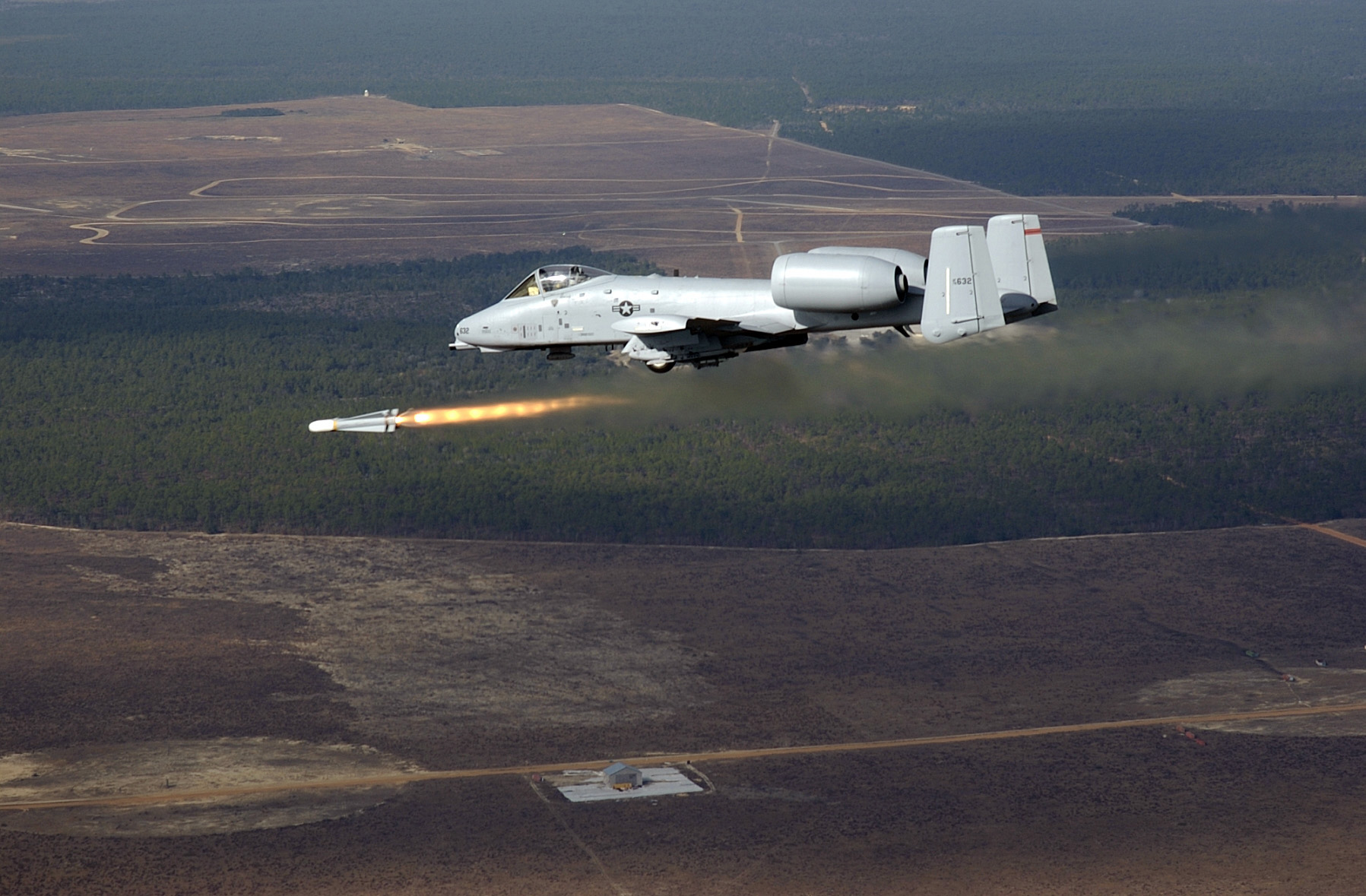
A-10 Thunderbolt disparando un misil Maverick

El Maverick se declaró operativo el 30 de agosto de 1972 con el Phantom F-4 y el A-7. El misil se utilizó en la guerra de Vietnam así como en la guerra de Yom Kippur en octubre de 1973. Los israelíes utilizaron los Maverick para destruir los vehículos enemigos. Su despliegue durante estas dos guerras fue bastante exitoso debido a las condiciones atmosféricas existentes, que favorecían al buscador electro óptico. Se dispararon 99 misiles e hicieron blanco 84 de ellos.
En junio de 1975, durante una refriega en la frontera, una formación de F-4 iraníes destruyó un grupo de tanques disparando 12 misiles Maverick. 5 años más tarde, durante la operación Perla como parte de la guerra Irán-Irak, los F-4 iraníes usaron misiles Maverick para hundir 3 embarcaciones Osa II y 4 buques P-6. Debido al embargo de armas, Irán tuvo que equipar sus AH-1J Cobra con misiles Maverick y utilizarlos con relativo éxito en la operación victoria innegable.
En agosto de 1990, Irak invadió Kuwait, A principios de 1991, la coalición liderada por los Estados Unidos emprendió la Operación tormenta del desierto, durante la que los misiles Maverick jugaron un papel decisivo en la expulsión de las fuerzas iraquíes de Kuwait. Se utiliza por el F-15E Strike Eagle, así como F/A 18 Hornet, AV-8B Harrier, F-16 o a-10 Thunderbolt. Es utilizado mayormente por estos dos últimos. Se emplearon más de 5000 misiles Maverick contra objetivos armados. La variante más utilizada fue la AGM-65D. La tasa de acierto alcanzó el 80-90 % con el USAF, mientras que con los marines fue del 60 %. El Maverick se utilizó de nuevo en la guerra de Irak en 2003 y se lanzaron 918 misiles. La primera vez que se lanzó un misil Maverick desde un P-3 Orion a un buque hostil fue cuando las unidades de la coalición acudieron en ayuda de los rebeldes libios, durante los episodios de la Primavera Árabe. El objetivo era un buque guardacostas, el Vittoria, en el puerto de Misrata, el 28 de marzo de 2011.

## Plataformas de lanzamiento

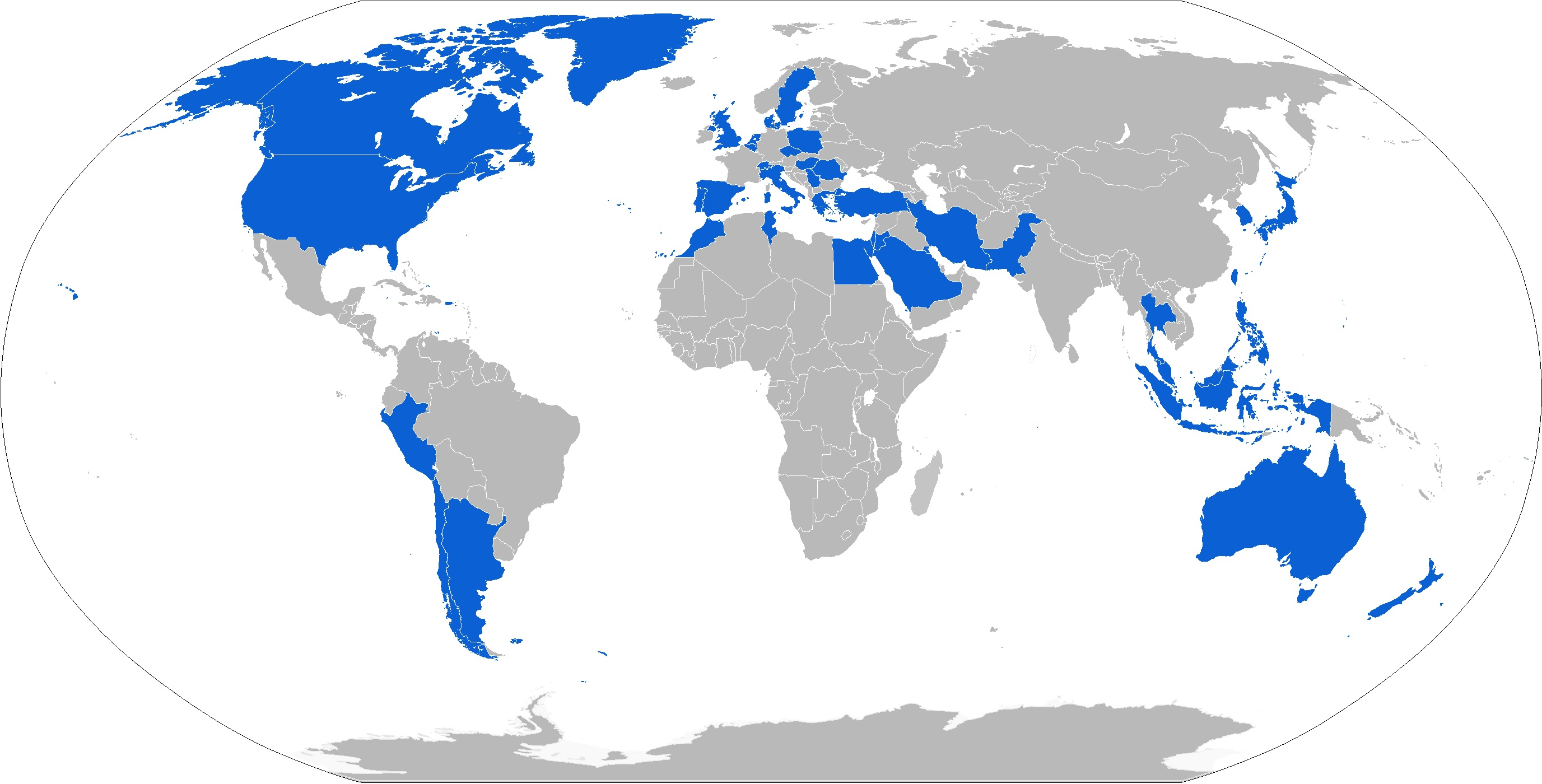
mapa con los operadores del AGM-65 en azul

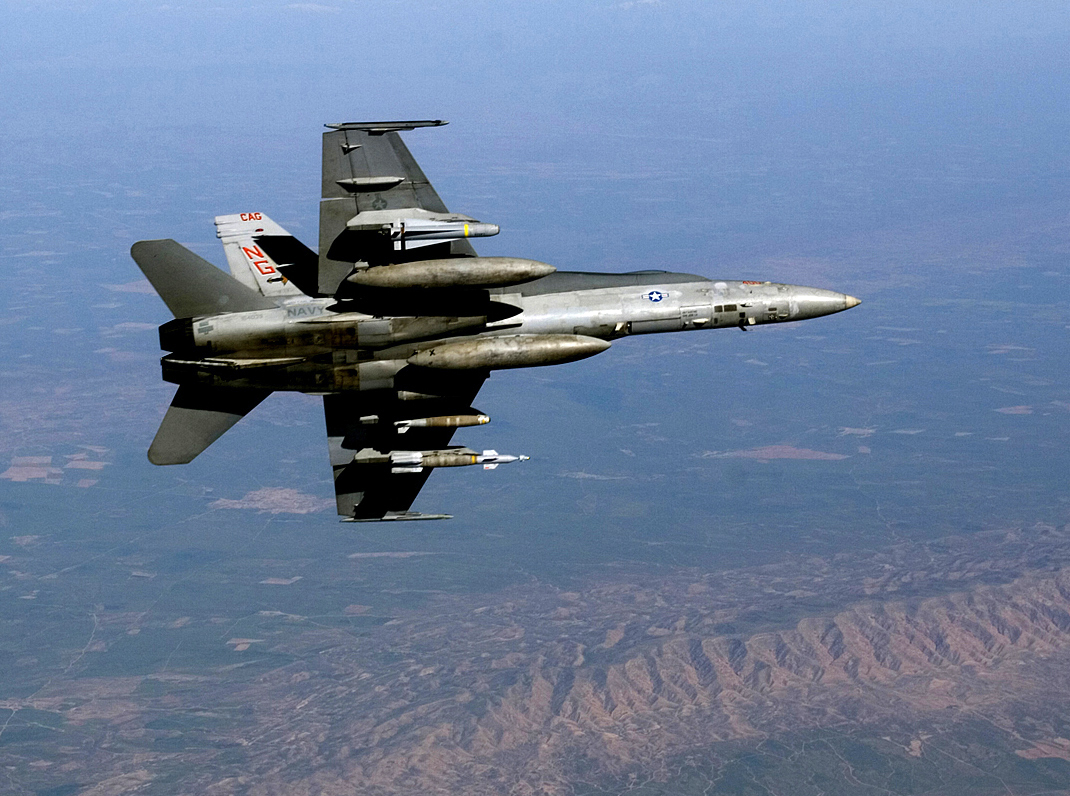
Un F/A-18C Hornet armado con AGM-65 Maverick

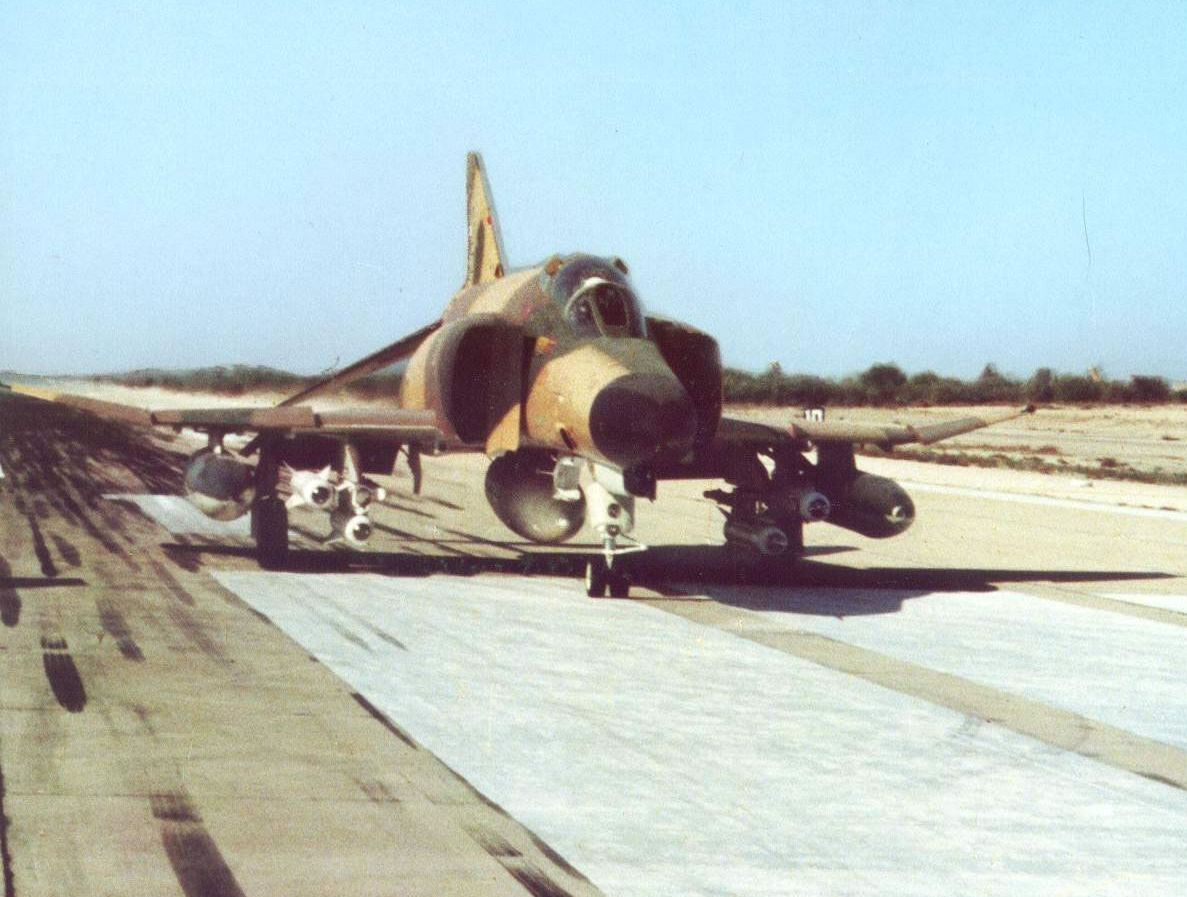
Un F-4E Phantom II portando cuatro AGM-65 Maverick

### Estados Unidos
El sistema de lanzamiento del Maverick, conocido como LAU-117, que incluye misil y buscador láser o infrarrojo dispone de 3 configuraciones, utilizando las 2 primeras un sistema de rail único desarrollado para el Maverick y una tercera configuración adaptada para utilizar el Maverick con el pod LANTIRN. Este sistema se ha utilizado en las siguientes aeronaves:
- Bell AH-1W SuperCobra[15]
- Boeing AH-64 Apache[3]
- Boeing F/A-18E/F Super Hornet[16]
- McDonnell Douglas A-4M Skyhawk[17]
- Grumman A-6 Intruder[15]
- Fairchild Republic A-10 Thunderbolt II[13]
- General Dynamics F-111 Aardvark[15]
- General Dynamics F-16 Fighting Falcon[13]
- Kaman SH-2G Superseasprite[15]
- Lockheed p-3 Orion[14]
- LTV A-7 Corsair[5]
- McDonnell Douglas AV-8B Harrier II[13]
- McDonnell Douglas F-4 Phantom II[5]
- McDonnell Douglas f-15E Strike Eagle[13]
- McDonnell Douglas F/A 18 Hornet[13]

### Exportación
El Maverick ha sido exportado a 35 países:
| - Fuerza aérea australiana: F/A 18 - Fuerza aérea de Bélgica: f-16 - Fuerza aérea de Canadá: CF-18 - Fuerza Aérea de Chile: F-16 - Fuerza aérea de la república checa: L-159 - Fuerza aérea de Dinamarca: F-16 - Fuerza aérea egipcia: F-4 y F-16 - Fuerza aérea griega: F-4 y F-16 block 30,50 y 52+ - Fuerza aérea de Hungría: JAS 39 - Fuerza aérea de Indonesia F-16 A/B block 15 y Hawk 209 - Fuerza aérea de Irak: F-16 C/D block 52 - Fuerza aérea de la república islámica de Irán: F-4E y SH-3D así como AH-1J | - Fuerza aérea de Israel: F-4E y F-16 - Marina italiana: AV-8B - Fuerza aérea de Japón: P-1 - Fuerza aérea de Jordania: F-16 MLU y F-5E/F - Fuerza aérea de Kuwait - Fuerza aérea de Malasia: F/A-18D y Hawk 208 - Fuerza aérea de Marruecos: F-16 block 52+ y F-5 E/F - Fuerza aérea holandesa: F-16 MLU - Fuerza aérea de Nueva Zelanda: SH-2G, A-4k - Fuerza aérea de Pakistán: F-16 - Fuerza aérea de Perú: SH-2G - Fuerza aérea de Filipinas: FA-50 - Fuerza aérea de Polonia: F-16 block 50/52+ - Fuerza aérea de Portugal: F-16 block 15 OCU y F-16 MLU | - Fuerza aérea de Rumania: F-16 A/B block 15 MLU - Fuerza aérea de Arabia Saudí: F-5E y F-15E - Fuerza aérea de Serbia: J-22 y G-4 - Fuerza aérea de Singapur: A-4SU, F5S, F-16 C/D block 52, F-15SG - Fuerza aérea de Corea: FA-50, TA-50, F-16 block 52D, F-15K y F-4 - Fuerza aérea de España: F/A 18 y AV-8B - Fuerza aérea de Suecia: AJS37 y JAS 39 - Fuerza aérea de Suiza: F-5E y Hawker Hunter - Fuerza aérea de china(Taiwán): F-16 block 20 y F-5 E/F - Fuerza aérea de Tailandia: F-16 A/B block 15 y JAS 39 - Fuerza aérea de Turquía: F-16 y F-4 - Fuerza aérea de Túnez: F-5 - Royal air force del Reino Unido: Harrier GR7 |

### Anexo
- Aeronaves y armamento del Ejército del Aire de España